# Kunchha
Kunchha (en népalais : कुन्छा) est un comité de développement villageois du Népal situé dans le district de Lamjung. Au recensement de 2011, il comptait 1 855 habitants.